# Der Stricker
Der Stricker var en medelhögtysk skald, som levde omkring 1240.
Der Stricker, som var en av de stora episka diktarnas efterföljare, skrev en riktig mönsterroman i sitt slag, Von dem blühenden tal, om Artur med riddare, sköna damer, jättar, tornering, vidunder och trollhuvor. Han skrev även en dikt om Karl den store på grundval av Rolandssången och en komisk berättelse, Der pfaffe Amis, en föregångare till Ulspegel. Med hans smärre skämtdikter gjorde en ny diktart sitt inträde i tyska litteraturen och vann livlig efterföljd.